# Лиза фон Изенбург-Лимбург
Лиза фон Изенбург-Лимбург (на немски: Lisa von Isenburg-Limburg; † сл. 1328) е графиня от Изенбург-Лимбург и чрез женитба графиня на Золмс-Бургзолмс-Спонхайм.

## Биография
Тя е дъщеря на граф Йохан I фон Изенбург-Лимбург († 1312) и първата му съпруга Елизабет фон Геролдсек († сл. 1285), дъщеря на граф Хайнрих I фон Геролдсек-Велденц († 1296/1298) и Елизабет фон Лихтенберг († сл. 1270). Баща ѝ се жени втори път на 25 август 1292 г. за Уда фон Равенсберг († 1313).
Лиза фон Изенбург умира сл. 1328 г. като абатиса на манастир Св. Клара в Нойс.

## Фамилия
Лиза фон Изенбург се омъжва пр. 1300 г. за граф Хайнрих III (IV) фон Золмс-Бургзолмс-Спонхайм († сл. 22 февруари 1314), син на граф Марквард II фон Золмс-Бургзолмс († 1272/1280) и съпругата му Агнес фон Спонхайм († 1287). Те имат децата:
- Аделхайд фон Бургзолмс († 9 юли 1332), омъжена за Зигфрид II фон Вестербург († 1315)
- Йохан I фон Золмс († 1354/1356), граф на Спонхайм и Золмс, женен пр. 30 ноември 1326 г. за Ирмгард фон Билщайн († сл. 1371)
- Понцета (Бонецетлин) фон Золмс († сл. 1335), омъжена за Лудвиг IV Валподе фон Нойербург-Райхенщайн († 1366)
- Дитрих фон Золмс († 9 юли 1332), каноник в Кьолн (1324 – 1325)